# Коханівський Микола Миколайович
Мико́ла Микола́йович Кохані́вський (25 травня 1971, Приазовське, Запорізька область — 10 червня 2024) — український націоналістичний громадсько-політичний діяч, військовик, лідер та засновник у 2016 році громадської організації «Добровольчого руху ОУН».

## Життєпис
Народився 25 травня 1971 року в смт Приазовському (Запорізька область).
Виріс в українській родині без батька.
1999 року Коханівський став християнином та почав ходити до церкви.
До 32 років (2003) розмовляв російською мовою, згодом перейшов на українську мову.
2003 року переїжджає до Києва, де починає громадську діяльність націєзахисного характеру. Заробляє на життя на будівництві, охоронцем, газозварювальником.
2004 бере участь у Помаранчевій революції. У повторному другому турі виборів Президента України 2004 року стає головою виборчої комісії в Єнакієвому, забезпечує порядок і унеможливлює фальсифікації та інші порушення представниками Януковича.
2005 — бере участь у відзначенні Дня створення УПА 14 жовтня на свято Покрови Пресвятої Богородиці. 
З 19 по 31 грудня 2005 року бере участь у голодуванні біля адміністрації президента проти набуття чинності так званої політреформи, яка змінила президентсько-парламентську форму правління в Україні на парламентсько-президентську. Відповідно, ця політреформа суттєво позбавляла тодішнього президента Віктора Ющенка повноважень на догоду депутатам Верховної Ради, більшість з яких становили «регіонали» Януковича. Голодування припинили 1 січня 2006 року через безперспективність дальшого проведення акції, оскільки набрала чинності «політреформа».
Під час грудневих протестів, у фоторепортажі кореспондента УНІАН Олександра Синиці від 22 грудня 2005 року згадувався під іменем Микола Діоба, як заступник голови громадської організації "Конституційна демократія", котрою тоді керував Ігор Філіпенко. . Діоба - це було досить поширене в селищі Приазовське прізвище місцевих греків. З бази даних ЄДРПОУ відомо, що особа з ініціалами Діоба Микола Миколайович заснувала та зареєструвала в селищі Приазовське 15 лютого 2002 року громадську організацію "Приазовський курінь козацького війська Запорозького низового" разом з Журавлем Віктором Олексійовичем та Хохловим Іваном Івановичем (діяльність припинено в 2015 році). . Однак наразі неясно, чи саме це була особа, котра пізніше стала відома, як Микола Коханівський.
В жовтні 2006 — бере участь в організації відзначення річниці створення УПА 14 жовтня 2006 року. 
Також цього року утворено "Комітет Революціонерів Майдану" - незареєстровану організацію, котра вперше заявила про себе на прес-конференції в агентстві УНІАН 20 листопада 2006 року. Саме там Коханівський виступив, як голова вказаного комітету. . Серед інших членів цього новоствореного комітету, котрі 20 листопада виступили з пропозицією відмінити політичну реформу, на прес-конференції згаданий голова Київської міської організації УНА-УНСО Ігор Мазур-Тополя. 
На день 22 листопада 2006 року, як представник від ГО "Реформація", разом з партією "Наша Україна" та ВГО Альянс Майдан подав до Київміськдержадміністрації заявку на відзначення другої річниці Помаранчевої революції. В цій акції на Майдані взяло участь понад 3 тисячі патріотів. Відтоді ці заходи на Майдані 22 листопада стали традиційними і проводилися щороку аж до початку Революції Гідності.
Як голова департаменту України в складі ВГО «Реформація», також під іменем Микола Коханівський, згаданий в якості учасника та організатора прес-конференції на тему: «Голодомор 1932-1933 року – геноцид проти українського народу», яку проведено в УНІАН в Києві 1 грудня 2006 р. .
ВГО "Реформація" свого часу заснував протестантський пастор Костянтин Антонюк з Запоріжжя, але згодом організація змінила свою адресу з Запоріжжя на Київ. Таке рішення ініціював Кіслов Олег Геннадійович - заступник Голови Президії Міжнародної громадської організації "Реформація", пастор "Посольства Божого".
2007 — вперше на Софіївський площі запалив Повстанську ватру на честь дня народження Романа Шухевича 30 червня 2007 року.
2008 — вступає до лав Конгресу українських націоналістів (КУН). Організовує успішний страйк на заводі «Генератор», під час якого близько 500 працівників вийшли до Солом'янської РДА Києва з вимогою виплатити заробітну плату. У результаті акції всім робітникам виплатили заборговані кошти. Цього ж року починає боротьбу з пам'ятниками-ідолами радянського режиму. Першим в Україні розбив у Києві пам'ятник комуністичному діячу, одному з організаторів ВЧК та Голодомору в Україні Григорію Петровському, за що на Миколу Коханівського було заведено першу кримінальну справу.
2009 — на честь дня народження генерал-хорунжого УПА Романа Шухевича та на виконання Указу Президента Віктора Ющенка № 250/2007 «Про заходи у зв'язку з 75-ми роковинами Голодомору 1932—1933 років в Україні» пошкодив пам'ятник Леніну на Бесарабській площі в Києві, за що на нього відкривають другу кримінальну справу. Кілька днів Микола Коханівський проводить у Лук'янівському СІЗО. В цьому ж році організовує громаду на захист Чорнобильського храму Української православної церкви Київського патріархату у Києві, який силою захопили московські попи.
2010 — через конфлікт з помічником тодішнього міністра освіти українофоба Дмитра Табачника, який мав нахабство проявити зневагу до української мови, на Миколу Коханівського було заведено ще одну кримінальну справу. Він провів кілька тижнів у Лук'янівському СІЗО, з якого був визволений внаслідок масових протестів патріотичної громадськості та завдяки правозахиснику Сидорові Кізіну. Цього ж року серед активістів, що прийшли до суду на його підтримку, зустрічає свою майбутню дружину Катерину, з якою бере шлюб на Покрову, 14 жовтня 2010 року. У 2010 році розпочинається «Податковий майдан», в якому подружжя Коханівських бере участь.
Також 2010 року Коханівський був організатором успішного захисту української книгарні «Сяйво», яку намагались захопити рейдери з «молодої команди Черновецького».
2011 — ініціює створення та очолює громадську ініціативу «Комітет визволення політв'язнів» (КВП), яка ставить собі на меті визволити всіх політичних в'язнів режиму Януковича. На той час злочинний режим Януковича вже розпочав системно ув'язнювати націоналістів, першими з яких були бійці й командири з «Тризубу» імені Степана Бандери, які знищили пам'ятник Сталіну в Запоріжжі.
У 2011 році вступив до лав ОУН, склавши присягу на вірність Україні.
Здобув вищу освіту в Переяслав-Хмельницькому державному педагогічному університеті імені Григорія Сковороди (спеціальність — економіка підприємства).
Цього ж року Чорнобильський храм після дворічної боротьби активістів на чолі з Миколою Коханівським остаточно переходить у підпорядкування Української православної церкви Київського патріархату.
2012 — організував захист Свято-Троїцької церкви УПЦ КП у Яготині, яку намагалися рейдерувати московські попи. Після візиту Миколи Коханівського з націоналістами до Яготинської міської ради українська церква залишилася українською.
8 липня 2016 року виступив, як засновник та керівник зареєстрованої в Києві громадської організації - «Добровольчого руху ОУН» (код ЄДРПОУ 40645231).
Вважають, що назву машини «бандеромобіль» власне дав командир батальйону ОУН: Микола Коханівський.

## Участь уРеволюції Гідності(Євромайдані)
2013 — у листопаді створює Комітет з відзначення дев'ятої Річниці Помаранчевої революції та 19 жовтня 2013 року ініціює на Майдані пресконференцію просто неба, де моральні авторитети Української нації Степан Хмара, Левко Лук'яненко, Василь Овсієнко та Лесь Танюк закликали українців виходити на Майдан 22 листопада 2013 року. З першого дня брав участь у революційних подіях.
У січні 2014 встановив намет на Хрещатику та створив Першу Київську сотню ОУН ім. Євгена Коновальця. Був учасником боїв на Грушевського та Інститутській, в тому числі 18—19 лютого 2014 року на Майдані Незалежності. Загалом, під час революції був поранений 8 разів. 24 лютого 2014 року Верховна Рада України проголосувала за постанову 4202, згідно з якою всі 23 політв'язні за списком КВП були звільнені. На той час Комітет Визволення Політв'язнів, очолюваний Миколою Коханівським, виконав всі поставлені перед собою завдання.

## Участь в російсько-українській війні
З початком російсько-української війни на Сході на базі Першої Київської сотні ОУН ім. Євгена Коновальця розпочав формування боєздатного підрозділу для захисту суверенітету та Незалежності України.
23 травня 2014 — Перша Київська сотня ОУН ім. Євгена Коновальця під керівництвом Миколи Коханівського долучилася до батальйону «Азов». Підрозділ бійців сотні брав участь у визволенні Маріуполя.
31 липня 2014 — рішенням Ніжинської міськради створено Зведений батальйон територіальної оборони міста Ніжин «Батальйон ОУН». Цього ж дня бійці батальйону ОУН вирушили на фронт. У складі «Правого сектора» батальйон зайняв щойно звільнене село Степанівку на Донеччині.
7 серпня 2014 — бійці батальйону «ОУН» брали участь у штурмі Савур-Могили.
14 серпня 2014 — батальйон «ОУН», остаточно отримавши назву «Добровольчий батальйон ОУН», як самостійна бойова одиниця увійшов до села Піски Донецької області й тримав оборону аж до 2016 року. Бійці Добровольчого батальйону ОУН у грудні 2014 року в складі 93-ї бригади зайняли метеостанцію Донецького аеропорту.
31.12.2014—24.01.2015 — Микола Коханівський особисто керував бійцями Добровольчого батальйону ОУН у захисті Донецького аеропорту, а саме метеостанції.
Микола Коханівський перебував на посаді командира Добровольчого батальйону ОУН з початку його створення до серпня 2016 року.
У серпні 2016 року призначив на посаду командира батальйону свого першого заступника з бойової частини друга «Івана».
За час свого безпосереднього командування підрозділом комбат «Буревій» неодноразово очолював бойові операції батальйону, виходи вперед, вдалі обстріли ворожих позицій. У часі важких боїв, обстрілів наших позицій з боку московитів та колаборантів завжди знаходився в шанцях поруч із бійцями. Так діяв і діє весь керівний склад добробату ОУН.
Важливою заслугою Миколи Коханівського на посаді командира батальйону є десятки врятованих життів рядових бійців в результаті запровадження «сухого закону», який передбачав покарання бійців за вживання алкоголю та виключення з лав батальйону.
Загинув 10 червня 2024 в бою під Вовчанськом. Останнє місце служби — 415-й окремий стрілецький батальйон .
16 липня 2024 року похований у Києві на Лісовому кладовищі.

## Громадсько-політична діяльність та політичні репресії
2008 — відкрито першу кримінальну справу за розбитий пам'ятник Петровському.
2009 — друга кримінальна справа за пошкодження пам'ятника Леніну в Києві.
Через конфлікт із помічником Д. Табачника В. Вороніним за зневажливе ставлення до української мови була заведена третя кримінальна справа.
19 серпня 2015 — створює громадську організацію «Добровольчий Рух ОУН». На першому з'їзді Добровольчого Руху ОУН обраний Головою Проводу. Основу новоутвореної організації склали бійці та командири добробату ОУН, а також волонтери, координатори КВП та патріотичні активісти, що сповідують ідеї ОУН.
2016 — 19 лютого Добровольчий Рух ОУН на чолі з Миколою Коханівським, не погоджуючись з тим, що в часі російсько-української війни в Україні московські фінансові структури заробляють гроші й тим самим фінансують російську агресію проти нашої держави, на знак протесту ініціює регулярні масові акції прямої дії щодо московських фінансових установ: «Сбербанку Росії» та «Альфабанку». Також атакам ОУНівців піддаються штаби та офіси промосковських колаборантів у Києві. Цю ініціативу підхоплюють й інші патріотичні організації, таким чином вона стає всеукраїнською.
Влітку цього ж, 2016, року Добровольчий Рух ОУН, очолюваний Миколою Коханівським, зупинив «мирну ходу» Московського патріархату на Київ, вважаючи МП прямою агентурою ФСБ Росії.
Також у 2016 році проти нього була заведена четверта кримінальна справа за погроми московських банків.
2017 — в результаті провокації з боку позаштатних працівників поліції та їхнього нападу на дружину Коханівського його було заарештовано та відкрито п'яту кримінальну справу.
23 жовтня 2017 — судове засідання у Святошинському районному суді міста Києва над Миколою Коханівським відбулося в напруженій атмосфері.
18 лютого 2018 року — Добровольчий Рух ОУН на чолі з Миколою Коханівським здійснив погром будівлі ''Росспівробітництва'' на вулиці Борисоглібській, 2 в Києві, а також були розбиті вікна в будівлях «Сбербанку» та «Альфа-банку», що знаходились поряд.
14 червня 2018 — на четвертому з'їзді Добровольчого Руху ОУН Микола Коханівський проголосив намір балотуватися на посаду Президента України на президентських виборах 2019 року, але не подолав заставу у розмірі 2,5 мільйона гривень, оскільки ця сума виявилась непід'ємною для організації, оскільки за словами Коханівського, організація не фінансується жодною політичною або олігархічною силою.
18 липня 2019 — стало відомо, що Слідчий комітет РФ порушив проти Миколи Коханівського кримінальну справу по ст. 205 КК РФ за участь ДР ОУН у акції протесту проти діяльності в Україні урядової установи країни окупанта — т. зв. «Росспівробітництва».
22 червня 2020 — Шевченківський районний суд м. Києва оголосив вирок Провіднику Добровольчого Руху ОУН Миколі Коханівському у справі погрому російських банків. Суд визнав Коханівського винним та присудив йому два роки обмеження волі з відтермінуванням в один рік. Також суд відхилив клопотання російських банків щодо виплати компенсації понад 1 млн грн.

## Нагороди
- Знак народної пошани «Орден Єдність та Воля» (номер 23, від 2014 року)
- Медаль Степана Бандери / 100-річчя провідника ОУН (2015 рік).
- Бойова відзнака Добровольчого Батальйону ОУН (2016 рік).
- Медаль УПЦ КП «За жертовність і любов до України».